# Kritický realismus (filozofie)
Kritický realismus je filozofický proud, který vznikl na konci 19. století v západoevropské filozofii a ve 20. letech 20. století se přesunul do USA.

## Historie a hlavní představitelé
Evropský kritický realismus koneckonců vznikl z kantovského „kriticismu“. Jeho zakladatelé – novokantovec Alois Riehl (1844–1924), Erich Becher (1882–1929), Gustav Störring, Otto Pfordten aj. – tvořili nepříliš vlivné, ale v akademických kruzích dostatečně známé filozofické seskupení. Počátkem 20. století pronikají ideje kritického realismu do Anglie, kde byli jeho hlavními představiteli Simon Lowrie, Andrew Seth a Robert Adamson, kteří spojovali filozofii „zdravého rozumu“ skotské školy s kantovským kriticismem. Ve dvacátých až třícátých letech 20. století reprezentoval anglický kritický realismus G. D. Hicks. Nejvlivnějším se stal americký kritický realismus, který vznikl ve dvacátých letech.
V roce 1916 řada pedagogů na amerických univerzitách - R. W. Sellars, J. B. Pratt, A. O. Lovejoy, Durant Drake (1878-1933), A. K. Rogers, Ch. A. Strong - vystoupila s kritikou neorealismu. O něco později se k nim připojil George Santayana. Proto vznik kritického realismu lze považovat za jakousi reakci na neorealismus a za pokus o překonání onoho ideového úskalí, v němž uvázl. I když se první díla amerického kritického realismu objevují již v době první světové války („Kritický realismus“ R. W. Sellarsa, 1916), tato škola se výrazně projevila v „Essejích o kritickém realismu“ (anglicky Essays in Critical Realism), vydaných v roce 1920. Tento sborník se stal programovým dokumentem skupiny kritických realistů.
Představiteli tohoto směru jsou Arthur Oncken Lovejoy, James Bissett Pratt, Arthur Kenyon Rogers, Charles Strong, George Santayana aj. Na rozdíl od novorealismu popírá kritický realismus totožnost objektu a subjektu poznání, totožnost bytí a vědomí. Kritický realismus přijímá stále hlubší poznání reality, kdy nejde jen o prosté zrcadlení, ale i o bytostnou účast subjektu poznání na procesu poznávání reality.